# Louis-Philippe Paré
Louis-Philippe Paré (1896 - 1974) était un des premiers enseignants de la région de Châteauguay.
Louis-Philippe Paré est né en 1896. Diplômé de l'École normale Jacques-Cartier, il arrive à Châteauguay en 1915, alors qu'il est âgé de 19 ans. Il occupe le poste d'enseignant de l'école modèle de Châteauguay où il est responsable de deux classes. La première était composée des élèves de la première à la quatrième année et la deuxième était constituée des élèves allant de la cinquième à la huitième année.
En plus d'agir à titre de maître auprès de ses élèves, il est responsable de leurs loisirs. Il enseigne le dessin, le solfège et le chant et il les accompagne au violon. Il organise des joutes de balle-molle et de hockey dans le but de divertir ces jeunes.
Il meurt à l'âge de 77 ans, le 7 janvier 1974.
Un parc de Châteauguay a été nommé en son honneur.

## École Louis-Philippe-Paré (LPP)
En 1969, cinq ans avant sa mort, une école secondaire est nommée en son nom. L'école secondaire Louis-Philippe-Paré accueille annuellement 2 000 élèves de la région de Châteauguay. L'école, communément appelée LPP offre plusieurs programmes. Les programmes d'éducation internationale et de sport-études sont offerts aux étudiants de la première à la cinquième secondaire. Le cheminement régulier est offert aux étudiants de la troisième à la cinquième secondaire. D'autres programmes sont également offerts comme adaptation scolaire, le groupe Défi, le Pré-DEP, etc. On y trouve la salle Serge-Boisvert pouvant accueillir environ 500 personnes. Plusieurs activités sont offertes aux élèves : la participation à la vie étudiante leur permet de combiner activités scolaires et engagement communautaire par le biais de comités tels que le comité environnement, le comité affichage, le comité embellissement, le comité technique et plusieurs autres. Les élèves peuvent aussi faire partie de l'une des nombreuses équipes sportives de l'école. Le 27 septembre 2019, un événement est tenu sur les lieux pour souligner les 50 ans de l'école.